# Pedro Braillard Poccard
Néstor Pedro Braillard Poccard (Corrientes, 8 de abril de 1954) es un abogado y político argentino. Desde 2021 es vicegobernador de la provincia de Corrientes.
Inició su carrera política a la edad de 18 años. En 1997 se convirtió en el dirigente más joven en asumir como gobernador de la provincia de Corrientes. En junio de 1999 fue suspendido en el ejercicio de sus funciones por la Legislatura y posteriormente destituido por mal desempeño en diciembre del mismo año. Fue elegido diputado provincial en 2005 por el Frente de Todos y vicegobernador en 2009, como parte de la fórmula de Ricardo Colombi ocupando el cargo hasta el 10 de diciembre de 2013. En 2013 se presentó como candidato a la intendencia de la ciudad capital, por la Alianza Encuentro por Corrientes y perdió contra el candidato del Frente para la Victoria, Fabián Ríos. Tras ello Ricardo Colombi lo nombró ministro de Seguridad. En las elecciones de 2015 fue elegido senador de la Nación por la Alianza ECO (Encuentro por Corrientes) actualmente integrada en Juntos por el Cambio, cargo que ejerció hasta el 10 de diciembre de 2021. En las elecciones para gobernador de Corrientes en 2021, se presentó como candidato a vicegobernador, acompañando a Gustavo Valdés como candidato a gobernador, por la alianza Encuentro por Corrientes. La fórmula resultó ganadora, obteniendo el 76,75 % de los votos.

## Estudios
Realizó sus estudios universitarios de Derecho en la Universidad Nacional del Nordeste (UNNE), donde se graduó en abogacía. Durante el curso fue compañero de futuros dirigentes políticos de la región, como la chaqueña Elisa Carrió.

## Carrera política

### Comienzos
En su juventud, se afilió al Partido Liberal de Corrientes, de tendencia liberal conservadora a nivel provincial y vinculado a la Unión del Centro Democrático (UCeDé) de Álvaro Alsogaray a nivel nacional.
Sus comienzos en la gestión estatal fueron durante la dictadura cívico-militar, trabajando junto con su padre el teniente coronel (RE) Néstor Lucas Braillard Poccard, quien fuera Ministro de Obras y Servicios Públicos del gobierno de Juan Alberto Pita. Desde 1976 trabajó en la Municipalidad de Paso de la Patria y ocupó diversos cargos provinciales.
En abril de 1981, todavía en dictadura, asumió como Secretario General de la Municipalidad durante la intendencia de Ricardo Leconte.
Con el advenimiento del Pacto Autonomista Liberal y el retorno de la democracia en 1983, Braillard Poccard ocupó diversos cargos en la administración provincial, como el de titular de la Secretaría de Recursos Naturales, la Subsecretaría de Gobierno y luego el Ministerio de Gobierno y Justicia, y finalmente el Ministerio de Salud Pública, todos estos cargos como miembro de las administraciones liberales de José Antonio Romero Feris, Ricardo Guillermo Leconte y Raúl Romero Feris.
Tras la expulsión de Raúl Romero Feris de aquella fuerza política, Braillard Poccard adhirió Partido Nuevo. Tanto Romero Feris cuanto Braillard Poccard apoyaban al entonces presidente Carlos Menem y este fue el motivo de la expulsión de aquel de las filas del Pacto Autonomista Liberal y también razón de la creación de un nuevo partido. En 1991 el fiscal de Estado Carlos Dansey presentó varias denuncias para que se investigue a Pedro Braillard Poccard por enriquecimiento ilícito y malversación de caudales públicos,Malversación de fondos públicos. La acusación apunta a Braillard Poccard, a Tato Romero Feris, a Carlos Simón, exdirector de Información Pública y conductor de programas televisivos y radiales sostenidos con financiamiento del Estado, con indudable exaltación de la figura del ex intendente y la gestión del Partido Nuevo.

### Gobernador de Corrientes
Ante el súbito fallecimiento de Rubén Darío Casco, candidato a gobernador del Partido Nuevo para las elecciones provinciales del año 1997, Braillard Poccard —que hasta ese momento integraba la fórmula como candidato a vicegobernador— fue designado en su lugar para los comicios, obteniendo la victoria en un balotaje realizado el 26 de octubre de 1997 y asumiendo su mandato el 10 de diciembre del mismo año, a los 42 años. La situación de turbulencia social comenzó a fines de 1998, cuando el gobernador Pedro Braillard Poccard tuvo serios problemas para afrontar el pago del aguinaldo, y a principios de 1999 el panorama empeoró ocasionando movilizaciones de gremios autoconvocados. Una serie de denuncias por importantes fraudes millonarios en las concreciones de obras públicas para la ciudad, sumado a una crisis institucional que derivó de una debacle en el sector de la educación provincial, acumulando alrededor 60 causas abiertas en su contra, por mal desempeño en sus funciones y por enriquecimiento ilícito, debió enfrentar otro juicio por malversación de fondos y mal desempeño en la función pública. En 1991 el fiscal de Estado Carlos Dansey presentó varias denuncias para que se investigue por enriquecimiento ilícito y malversación de caudales públicos.
No obstante el triunfo en las elecciones, tras menos de dos años de mandato, el 19 de junio de 1999 Braillard Poccard fue suspendido de sus funciones y sometido a juicio político por parte de la Cámara de Diputados de Corrientes. Al gobernador se le acusaba de incumplir el mandato popular y de delegar sus responsabilidades constitucionales en el líder de su partido, el exgobernador Raúl Romero Feris. Pocos días después fue igualmente suspendido el vicegobernador, Víctor Hugo Maidana, quien había asumido el cargo en reemplazo de Braillard Poccard. Finalmente, el 3 de diciembre de 1999, Braillard Poccard y Maidana fueron destituidos por «mal desempeño en sus funciones» y «abuso de autoridad», entre otros cargos presentados por los legisladores provinciales. Al momento de la destitución de Braillard Poccard, la Provincia de Corrientes se hallaba endeudada por unos 1400 millones de pesos, tenía una economía en retracción y una política sumida en el vértigo de la inestabilidad. Tras la caída en desgracia de Braillard Poccard, la gobernación fue asumida de modo interino por el vicepresidente primero del Senado provincial, Hugo Perié, dando paso luego a una intervención federal que habría de conducir los destinos de la provincia hasta el año 2001.

En el marco de esta inestabilidad política en la provincia de Corrientes, se generaron las protestas que terminaron ocasionando el corte del Puente General Manuel Belgrano, que conecta a esta provincia con el vecino Chaco. Inicialmente, los manifestantes exigían la dimisión de Braillard Poccard que había sido suspendido en el mes de junio y reemplazado por Hugo Perié a partir de ese momento, pero las protestas siguieron y, el 17 de diciembre de 1999, mientras no se sabía quien era el gobernador porque Perié se negaba a entregar el cargo a Carlos Tomasella que había sido elegido vicepresidente primero del Senado, efectivos de la Gendarmería Nacional reprimieron brutalmente a los manifestantes para desalojar el puente. En el sangriento episodio murieron dos personas y 28 resultaron heridas de bala.
Después del juicio político al que fue sometido y su posterior destitución a manos de los legisladores provinciales, Braillard Poccard se mantuvo alejado de las disputas electorales hasta el año 2003, cuando participó de los comicios en su provincia con el entonces recién fundado Partido Popular de Corrientes. Pero no sería hasta dos años más tarde, en el 2005, cuando Braillard lograría acceder nuevamente a un cargo electivo. Ese año logró capturar una banca de diputado provincial por el Frente de Todos.[cita requerida] Se mantuvo en ese escaño provincial hasta el año 2009, cumpliendo la totalidad de su mandato.
En las elecciones del año 2009, Pedro Braillard Poccard fue elegido vicegobernador de la Provincia de Corrientes en la fórmula del candidato a gobernador Ricardo Colombi, ganadora con el 62,52% de los votos válidos y una ventaja sobre la segunda lista que en esos comicios fue superior a los 25 puntos porcentuales, en unas elecciones que tuvieron tan solo el 63% de participación del padrón. Tras haber cumplido su mandato, en las elecciones del año 2013 presentó su candidatura a Intendente de la Ciudad de Corrientes, siendo derrotado por el peronista Fabián Ríos, mientras que en la elección por el Ejecutivo Provincial, su compañero de alianza Gustavo Canteros lo terminaría sucediendo en el cargo de Vicegobernador. A pesar de ello, Braillard sería convocado por el reelecto Gobernador correntino Ricardo Colombi, para pasar a formar parte de su Gabinete, integrando el mismo como Ministro de Seguridad, cargo creado en 2013 por Ley Provincial, sucediendo al anterior Ministerio de Gobierno y Seguridad. En 2015 es candidato a Senador Nacional por la alianza Encuentro por Corrientes, apoyando la candidatura presidencial de Mauricio Macri, obteniendo el segundo lugar con el 32.82%. En 2017 fue criticado por no investigar el Memorando con Catar en las que estuvieron imputados Gabriela Michetti, Mauricio Macri y otros funcionarios. La oposición requirió que el Congreso inicie las averiguaciones, pero la comisión que presidía Braillard Poccard consideró innecesario hacerlo por estar el caso en manos de la justicia. El 28 de marzo de 2017 esta causa fue desestimada por el Juez Rafecas. La decisión del magistrado fue apelada por la fiscal Paloma Ochoa, pero la decisión de desestimar la denuncia fue ratificada por la Sala I de la Cámara Federal compuesta por el juez Leopoldo Bruglia.

## Actualidad
Tras haber sido elegido como Senador Nacional por Corrientes, Pedro Braillard Poccard asumió su banca en el año 2015, sucediendo como representante de la primera minoría a Eugenio "Nito" Artaza, finalizando su mandato en 2021.
Tras su paso por el Senado de la Nación, fue convocado por el entonces Gobernador de Corrientes Gustavo Valdés, para integrar la fórmula gubernamental de la alianza Encuentro por Corrientes, de cara a las elecciones del año 2021. Con dicha fórmula, Valdés buscaba su reelección, mientras que Braillard acompañó postulandose para su segundo período (no consecutivo) como vicegobernador. Finalmente, la fórmula Valdés-Braillard se impuso por el 76% de los votos en primera vuelta. De esta forma, ambos se convirtieron en los segundos ciudadanos en ser reelegidos para ejercer las principales magistraturas de la Provincia de Corrientes.
El 21 de mayo de 2022 junto al vicegobernador Baillard Poccard (Partido Popular de Corrientes) estuvieron Oscar Moscariello (Partido Demócrata Progresista) ex embajador en Portugal y el diputado nacional,Lopez Murphy (Republicanos Unidos) y formaron junto a varios partidos provinciales que están dentro de Juntos por el Cambio el “Acuerdo Federal” el espacio liberal dentro de la coalición, que proclama a Ricardo Lopez Murphy como candidato a presidente para 2023.Los partidos Liberales y el Partido Autonomista fueron de oyentes porque sus convenciones deben elegir si ser parte de este acuerdo o no.